# Pierre Baptiste Blásquez
Pierre Baptiste Blásquez (Pedro Bautista Blásquez en espagnol), né à San Esteban del Valle (Espagne) le 24 juin 1542 et mort (exécuté) à Nagasaki (Japon) le 5 février 1597, est un missionnaire espagnol franciscain déchaussé du XVIe siècle mort pour la foi chrétienne au Japon. 

## Biographie
Entré chez les Frères mineurs déchaussés en 1564, il est d'abord missionnaire en Nouvelle-Espagne (l'actuel Mexique), puis, à partir de 1583, aux Philippines, où il fonde le couvent de San Francisco del Monte, plusieurs hôpitaux ainsi que la basilique Saint-Jean-Baptiste dans le district de Quiapo, à Manille, où il est encore vénéré.
En 1593, désireux d'aller évangéliser le Japon, il s'y rend en tant qu'ambassadeur et agent commercial du roi Philippe II et obtient le droit de séjourner à Nagoya et, après maintes tractations, l'autorisation verbale de prêcher et de fonder des couvents, des hôpitaux, des écoles. Il est ainsi à l'origine de plusieurs fondations de postes missionnaires entre Osaka et Nagasaki. Néanmoins les rivalités coloniales européennes font que les missionnaires sont soupçonnés de préparer le terrain à une future invasion militaire.
Le 5 février 1597, avec vingt-cinq autres chrétiens (principalement des Jésuites et des Franciscains), il est arrêté et condamné à mort. Il est emmené sur la colline de Nishizaka, près de Nagasaki, attaché à une croix et transpercé de deux coups de lance.

## Vénération
Pierre Baptiste Blásquez a été béatifié le 14 septembre 1627 par le pape Urbain VIII et canonisé par le pape Pie IX le 8 juin 1862. Avec Paul Miki, il est considéré comme la principale figure des vingt-six martyrs du Japon. Il est fêté le 6 février.